# Tilda Thamar
Tilda Thamar (Urdinarrain, Entre Ríos, Argentina, 7 de desembre de 1921; Clermont-en-Argonne, Lorena, França, 12 d'abril de 1989) va ser una actriu argentina. el veritable nom de la qual era Matilde Sofía Margarita Abrecht Nichoerster, establerta a França on se la va conèixer com «La bomba rossa argentina».

## Biografia
Els seus pares van ser Martha Nichoerster i Carlos Abrecht, un alemany procedent de la regió de la Selva Negra (Alemanya), que es va establir a Urdinarrain com a tenedor de llibres i mestre d'alemany. El 1925 Abrecht va obrir una llibreria, casa de venda de discos i revistes, estudi de fotografia, i joieria, que va tancar el 1950.
Thamar va prendre el seu cognom artístic traslladant les síl·labes del nom de pila de la seva mare Martha (tha-Mar).
El 1937 va aparèixer al costat d'Eva Perón en la pel·lícula "¡Segundos afuera!", d'Israel Chas de Cruz i Alberto Etchebehere, ue protagonitzaven l'ex–boxador Pedrito Quartucci i un elenc que, al costat de Tilda i Eva, integraven: Eva García (després Delia Garcés) i María Luisa Zembrini (després Malisa Zini). Va prosseguir una extensa filmografia de títols en els que apareixia com una vampiressa múrria, «que es ficava en la vida dels homes per a donar-los un moment d'alegria i cridar l'atenció de les esposes desprevingudes».
L'empresa cinematogràfica Lumiton la va contractar —amb un molt bon caixet— per a filmar set pel·lícules amb la seva imatge de «vampiressa oficial». Però, com la mateixa Thamar declarés, després de fer Novio, marido y amante el 1948, el 1948, va haver d'exiliar-se en París (França) perquè els seus afins li van fer saber que Eva Perón va disposar que no filmés més. El 1949, Thamar havia posat nua per a l'artista germanoargentina Annemarie Heinrich, qui li va prendre fotografies. Heinrich va ser acusada d'exhibir obres obscenes.
En França Thamar va ser batejada com «la bomba rossa argentina». Es va casar en primeres noces amb el comte Toptani. A Espanya i França va treballar alternant l'actuació amb la direcció de curtmetratges i llargmetratges en 16mm pels quals va merèixer algunes distincions.
Va tornar a l'Argentina el 1955 (després de la caiguda del president Perón) per a filmar La mujer desnuda, d'Ernesto Arancibia, amb Alberto de Mendoza i Ramón Garay. Aquest film es va estrenar a l'octubre del mateix any.
El 1956 es va casar en segones noces amb el pintor Aleix Vidal-Quadras i Veiga (1919-1994), amb qui va viure fins al divorci el 1970.
Alumna de l'Escola Nacional de Belles Arts, Thamar també tenia passió pel dibuix i la pintura, en la qual va bolcar els acolorits objectes de la seva província natal (Entre Ríos) i de la província de Misionrs que va freqüentar en la seva infantesa acompanyant al seu pare Carlos Abrecht. Thamar va exposar la seva obra en nombroses oportunitats i va ser convidada al programa Almorzando con Mirtha Legrand, a qui coneixia des dels seus inicis en el món de l'espectacle. Els seus quadres recreaven acolorits paisatges selvàtics en els quals apareixien esvelts felins de mirada penetrant. L'impacte que aconseguia amb els seus olis i els seus acrílics era tan fort com el que abans aconseguia despertar amb cadascuna de les seves aparicions en pantalla.
El 1979, en una galeria de Retiro (a Buenos Aires) va presentar reeixidament 33 teles que, segons el crític d'art Walter Thiers (d'agència Télam) ressaltaven «el constant contacte amb l'agresta naturalesa del litoral durant la seva infància i adolescència, les que van conformar experiències visuals que l'actriu, pianista i pintora Thamar va plasmar [...], on somnis onírics es conjuguen amb animals poètics dins d'un clima surrealista».
| «                                                      | El 1960 era una dona fatal, transparent enfront dels seus rivals. Hi havia una raó molt simple: era professora de dibuix. Un professor de dibuix, encara a l'Escola de Belles arts de Buenos Aires, no veu en principi, la vida com Picasso. L'actual exposició de Thamar ens dona la prova. En tota la seva obra hi ha animals tan transparents, fruites tan transparents, flors tan transparents, que semblen respirar. El seu exotisme com Déu mana i les seves fresques teles adornarien, estic segur, una sala, encara la més moderna. Sobre l'ala dels seus pinzells, ella passeja la seva alegria en colors francs i no obstant això misteriosos. Resplendents com un somriure. | » |
| — Marcel Achard (crític d'art, de l'Acadèmia Francesa) | |   |

Moltes dècades després, al maig de 1991, el Govern de Buenos Aires va decretar el tancament d'una galeria d'art i la custòdia policial de la seva vidriera, que exhibia un nu fotogràfic de Thamar per Annemarie Heinrich (de 30 × 40 cm) en el marc de l'exposició El espectáculo en la Argentina (1930-1970), al costat de fotografies d'Enrique Santos Discépolo, Eva Perón, Alfredo Alcón, Blanca Podestá, entre d'altres.
Tilda Thamar va morir tràgicament el 12 d'abril de 1989 a causa d'un accident de trànsit al nord de França.

## Filmografia
- 1936: Don Quijote del Altillo de Manuel Romero
- 1937: Nahuel huapi y su region d'Emilio W. Werner
- 1937: Tigre d'Emilio W. Werner
- 1937: Melgarejo de Luis José Moglia Barth
- 1937: Segundos afuera de Israel Chas de Cruz i Alberto Etchebehere
- 1939: El Loco serenata de Luis Saslavsky
- 1940: Encandenado de Enrique de Rosas
- 1940: Dama de compana de Albert de Zavalia
- 1941: Delirio d'Arturo Garcia Buhr
- 1941: Ceniza al viento de Luis Saslavsky
- 1942: Adolescencia de Francisco Mugica
- 1942: Todo un hombre de Pierre Chenal
- 1942: El Pijama de Adam de Francisco Mugica
- 1943: El Espejo de Francisco Mugica
- 1944: La casta Susana de Benito Perojo
- 1944: El muerto ha falta a la cita de Pierre Chenal
- 1945: Despertar a la vida de Mario Soffici
- 1945: La Señora de Perez se divorcia de Carlos-Hugo Christiensen
- 1943: No salgas esta noche de Arturo-Gaecia Buhr i Luis-José Bayon Herrera
- 1946: Adan y la serpiente de Carlos-Hugo Christiensen
- 1946: Un modelo de Paris de Luis-José Bayon Herrera
- 1947: Novio, marido y amante de Mario C. Lugones
- 1947: La Hosteria del caballito blanco de Benito Perojo
- 1949: L'Ange rouge de Jacques Daniel-Norman
- 1949: Ronde de nuit de François Campaux
- 1949: Amour et compagnie de Gilles Grangier
- 1950: Porte d'Orient de Jacques Daroy
- 1950: Sérénade au bourreau de Jean Stelli
- 1951: Massacre en dentelles d'André Hunebelle
- 1951: Bouquet de joie de Maurice Cam
- 1951: La Femme à l'orchidée de Raymond Leboursier
- 1952: La Caraque blonde de Jacqueline Audry
- 1952: El Cerco del diablo d'Antonio del Amo i Edgar Neville
- 1953: La Mujer desnuda de Ernesto Arancibia
- 1953: Legione staniera de Basilio Franchina
- 1953: Monsieur Scrupule gangster de Jacques Daroy
- 1953: Muß man sich gleich scheiden lassen? de Hans Schweikart
- 1954: Sor Angélica de Joaquín Romero Marchent
- 1954: El festin de Satanas de Ralph Pappier
- 1955: Paris canaille de Pierre Gaspard-Huit
- 1955: Huyendo de si mismo de Juan Fortuny
- 1955: The Master Plan de Cy Endfield
- 1955: La Dama del millon d'Enrique Cahen Salaberry
- 1956: L'Aventurière des Champs-Élysées de Roger Blanc
- 1956: Les Pépées au service secret de Raoul André
- 1956: Paris, Palace Hôtel de Henri Verneuil
- 1956: El cantor de Mexico de Richard Pottier
- 1957: Une nuit au Moulin-Rouge de Jean-Claude Roy
- 1957: Les Fanatiques d'Alex Joffé
- 1957: Incognito de Patrice Dally
- 1958: Chéri, fais-moi peur de Jack Pinoteau
- 1959: Friends and Neighbours de Gordon Parry
- 1966: À belles dents de Pierre Gaspard-Huit
- 1966: Safari diamants de Michel Drach
- 1972: L'Appel de Tilda Thamar
- 1973: Un ange au paradis de Jean-Pierre Blanc
- 1987: Los depredadores de la noche de Jess Franco